# Mataharis
Mataharis è un film del 2007 diretto da Icíar Bollaín.

## Trama
La Valbuena Detective è un'agenzia di investigazioni private il cui capo si avvale della collaborazione di tre valide indagatrici: Eva, Ines e Carmen. Eva è reduce da una seconda maternità e si sta occupando di un uomo anziano che, dopo la morte della moglie, cerca di ritrovare un antico amore. Ha però dei problemi con il marito Inaki che le sta nascondendo qualcosa dato che si incontra, senza dirle nulla, con un ragazzo. Ines, single, è stata incaricata di incastrare due sindacalisti per conto di una multinazionale ma, quando conosce più da vicino uno di loro, Martin, si accorge che si tratta solo di un piano per evitare che i dipendenti si uniscano contro le soperchierie della società. Carmen, che si sta occupando di un fotografo che teme di essere truffato dal suo socio e finisce con lo scoprire che la moglie lo tradisce proprio con lui, assiste allo spegnersi del suo rapporto matrimoniale.

## Produzione
Il film è stato prodotto dalla Producciones La Iguana S.L., in collaborazione con Sogecine. Il suono post-produzione è a opera della La Bocina. Il budget per il film ammonta a circa 2500000 €. Le scene sono state girate completamente in Spagna, più precisamente a Madrid, a Peñíscola, nella Provincia di Castellón, Comunità Valenciana, e a Guadalajara. Ci sono alcune scene in cui nella stanza di Inés, si trova un quadro della famosissima Mata Hari, pseudonimo di Margaretha Geertruida Zelle, danzatrice e agente segreto olandese, condannata alla pena capitale per la sua attività di spionaggio durante la prima guerra mondiale.

### Colonna sonora
Sono quattro le colonne sonore del film: la prima (Maneras de vivir), è stata scritta da Rosendo Mercado (che l'ha anche cantata), José Antonio Urbano, e Miguel Ángel Campos. La seconda (Al son del tambor) è stata invece scritta da Rosario Flores. La terza (Sin documentos), è stata scritta da Andrés Calamaro, mentre a cantarla le voci furono due, ovvero quelle di María Vázquez e Diego Martín. L'ultima (Esa luz), è stata cantata da Luis Tosar, mentre il testo della canzone è stato scritto dallo stesso Tosar e da Santiago García de Leániz.

## Distribuzione
Il film è stato distribuito in Spagna il 20 settembre 2007 al San Sebastián Film Festival, mentre nelle sale cinematografiche del paese approdò il 28 dello stesso mese. In Regno Unito fu presentato il 15 febbraio 2008 al Glasgow Film Festival; in Messico il 13 marzo al Guadalajara Film Festival; in Polonia il 29 marzo al Week of Spanish Cinema con il nome Detektywi w spódnicach; in Francia il 2 aprile dalla Haut et Court; in Belgio il 25 giugno; nei Paesi Bassi il 7 agosto dalla A-Film Distribution; in Finlandia il 21 settembre al Helsinki International Film Festival; nelle Filippine il 1º ottobre al Spanish Film Festival e il 16 settembre 2011 al Manila Cine Europa Film Festival dove è stato vietato ai minori di 18 anni; nella Repubblica Ceca il 17 aprile 2009 all'European Union Film Festival; in Ungheria il 17 maggio come Mataharik; in Malaysia il 16 novembre 2012 sempre all'European Union Film Festival.

## Riconoscimenti
- Cinema Writers Circle Awards 2008[11]
  - Miglior attrice non protagonista per María Vázquez
  - Miglior sceneggiatura originale per Icíar Bollaín e Tatiana Rodríguez
  - Nomination Miglior film
  - Nomination Miglior attore per Tristán Ulloa
  - Nomination Miglior attrice per Najwa Nimri
  - Nomination Miglior attrice non protagonista per Nuria González
  - Nomination Miglior Regista per Icíar Bollaín
  - Nomination Miglior Montaggio per Ángel Hernández Zoido
- Premio Goya 2008
  - Nomination Miglior attore protagonista per Tristán Ulloa
  - Nomination Miglior regista per Icíar Bollaín
  - Nomination Migliore attrice non protagonista per Nuria González
  - Nomination Migliore attrice non protagonista per María Vázquez
  - Nomination Migliore sceneggiatura originale per Icíar Bollaín
- Guadalajara International Film Festival 2008
  - Miglior sceneggiatura per Icíar Bollaín e Tatiana Rodríguez
- Spanish Actors Union 2008
  - Miglior prestazione di supporto femminile per Nuria González
  - Nomination Miglior performance maschile in ruolo minore per Antonio de la Torre
- Turia Awards
  - Miglior film spagnolo per Icíar Bollaín